# Arianne Zucker
Arianne Zucker (Northridge (Californië), 3 juni 1974) is een Amerikaanse actrice van joodse afkomst. Haar volledige naam is Arianne Bethene Zucker.
Ze is het best bekend voor haar rol van de duivelse Nicole Walker Roberts Kiriakis DiMera in soapserie Days of our Lives, ze begon in februari 1998 en verliet de serie na 8 jaar in februari 2006. Begin mei 2008 echter maakte ze een comeback in Days, waar ze te zien is in verhaallijnen met E.J. Wells en Sami Brady.
In 2002 huwde ze met Kyle Lowder, een collega van Days. Na vijf jaar huwelijk ging het koppel kort uit elkaar in augustus 2007, maar kwam in maart 2008 weer bij elkaar. In december 2009 werd hun dochter Isabella geboren. In maart 2014 kondigde het koppel hun scheiding aan.
In 2016 werd bekendgemaakt dat haar rol in Days of our Lives als Nicole walker zal eindigen op korte termijn. De actrice wil haar concentreren op andere projecten en heeft zelf aangevraagd te stoppen.